# Augusta Solberg
Augusta Charlotte Solberg (Bergen (Norvège), 1er août 1856 - ?, 8 mars 1927) est une photographe norvégienne.

## Biographie
Augusta Solberg est une des premières photographes professionnelles norvégiennes qui dirigea un studio à Bergen à partir de 1885.
Elle est la fille du passeur et agent de police Anders Solberg (1819–1883) et de la sage-femme Anna Samuelsdatter Lund (1821–1882). Après avoir travaillé un temps avec LCS Gram, elle reprend le studio de celui-ci à Bergen. Elle est assistée de ses sœurs Valborg et Ragna Solberg qui sont également photographes.
Son atelier de Bergen est détruit par un incendie en 1916.
Augusta Solberg était l'une des nombreuses femmes qui ont créé les premiers studios photographiques en Norvège, telles Marie Høeg à Horten, Louise Abel à Christiania , Louise Wold à Holmestrand et Agnes Nyblin et Hulda Marie Bentzen à Bergen.

## Sources
- (en) Cet article est partiellement ou en totalité issu de l’article de Wikipédia en anglais intitulé « Augusta Solberg » (voir la liste des auteurs).